# ブレイブエンタテインメント
株式会社ブレイブエンタテイメント（BRAVE）は、東京都港区赤坂に所在する日本の芸能事務所。株式会社プロシードの関連企業。

## 所属タレント

### ブレイブ
- 柴田光太郎
- 金子絵里
- 重泉充香
- 日置明子
- 前田真夢
- 工藤萌香
- 吉田壮辰
- 菅原貴志
- 松田潤人
- 平井磨吏奈

### 業務提携
- 谷川功
- 岩谷華奈
- 久田莉子
- 岩谷華奈
- 福島愛